# 21세기의 볼거리 집단발병
21세기의 볼거리 집단발병은 2000년부터 현재까지의 볼거리 집단발병 사례를 말한다. 볼거리는 바이러스성 질병의 일종으로, 현재까지 전세계에서 집단발병을 일으키고 있다.

## 캐나다

### 2017년

#### 토론토
2017년 3월 17일을 기준으로 토론토에서 확인된 건수는 43건으로 주로 토론토 서쪽 끝자락에서 높은 비율로 발생했다. 대부분 10대 후반과 30대 중반 사이의 사람들이 감염되었는데, 도시의 서쪽 끝자락에 있는 술집들의 단골손님들과 관련이 있음이 알려졌다.

#### 앨버타
2017년 3월 28일을 기준으로 앨버타주에서 51명의 확진자가 나타나 에드먼턴에서는 집단발병을 선언했다. 캘거리에서 12명이, 앨버타 남부지역에서 15명이 확진됐다. 2017년 3월 28일 기준으로, 2016년 한해 동안 발생한 볼거리 환자보다 437%나 많은 사람들이 감염되었다.

### 이전 사례
노바스코샤주 핼리팩스의 댈하우지 대학교에서 많은 학생들이 볼거리 확진판정을 받거나 의심환자로 분류되었는데, 이들로 인해 집단발병이 발생하였다. 감염 사실을 인지하지 못한 학생들과 검역 제한을 고의로 무시한 다른 학생들이 이 집단발병의 주요 원인으로 지목된다. 성 파트리치오 축일 이후 시작되었는데, 2007년 6월 9일 주중에 새로 나타난 24여 건을 포함해 2월 이후 350여 건에 이르는 확진 환자가 발생하면서 대학가를 너머 지역사회로 확산되었다. 5월 말에 졸업식을 한 뒤 많은 학생들이 각지의 가정으로 이동하였으며, 이로써 대규모 확산이 발생한 것으로 추정된다. 17세에서 24세 사이의 사람들에게 주로 감염된다. 핼리팩스에 본사를 둔 해군 함선 HMCS의 50명가량이 예방 조치로 본국으로 보내졌다. 뉴브런즈윅주, 프린스에드워드아일랜드주, 뉴펀들랜드 서안, 토론토에서 각각 100명, 2명, 3명, 2명, 3명의 감염 사례가 보고되었다. 2007년 10월 3일, 온타리오주 노스베이의 니피싱 대학교와 캐나도어 대학에서 새로운 감염사례가 보고되었다. 10월 26일, 앨버타의 레스브릿지대학교와 레스브릿지 칼리지에서 4건의 추가 감염 사례가 보고되었는데, 이후 10월 30일까지 그 수가 늘어 총 5명이 확진되었다. 11월 16을 기준으로 앨버타에는 총 54명이 확진되었다. 11월 29일에는 앨버타 주 캘거리에서 57명이, 캘거리 대학교에서 6명이 확진되었으며, SAIT와 마운틴로열대학교에서도 새로운 집단발병 사례가 발생하였다. 이후 캘거리 보건구에서 고등교육을 받고 있는 학생들을 대상으로 한 예방접종 프로그램이 시행되었으며, 에드먼턴에 있는 대학가에서도 예방 접종을 시행했다. 그러나 앨버타는 여러 사람이 심각한 알레르기 반응을 보이자 접종 프로그램을 중단했다.
2008년 8월 말에는 아가시즈(Agassiz)에서 발생하여 서쪽에 있는 벤쿠버로 확산되었다.

## 영국
영국에서는 2004년에서 2006년 사이에 집단발병이 발생해 7만명 이상의 사람들이 감염되었다. MMR 접종을 받지 않은 노인 세대와, 아직 바이러스에 대한 면역을 갖추지 못한 세대들의 낮은 면역력이 집단발병의 원인으로 지목되었다. 엑서터같은 대학가에서는 25세 미만의 인구에 대해 예방접종 프로그램을 시행하였다.

## 미국
미국은 1967년부터 볼거리 백신 프로그램을 운용하고 있기 때문에, 미국 질병통제예방센터에 의하면 매년 발생하는 볼거리 환자의 수는 수백명에서 수천명에 불과하다. 몇 년 마다 환자의 수가 급증하는데, 이는 보통 일부 지역에 국한된다. 최근의 볼거리 집단발병은 주로 대학가를 중심으로 나타났다.
2020년 2월에는 12명의 확진자가 발생한 루이지애나 주립 대학교에서 집단발병을 선언하였다.

## 아일랜드
2009년 4월, 아일랜드에서 2천 명 이상의 볼거리 환자가 나타는데, 18~21세의 사람들이 가장 많이 걸렸다. 대학교 등 고등교육기관을 중심으로 확산되어 예방접종이 시행되었다. MMR 백신이 자폐증을 일으킨다는 언론의 선정적인 보도와 예산상의 문제가 겹쳐 MMR 백신을 접종하지 않은 사람의 수가 증가함에 따라 나타난 것으로 보인다. 라인스터 럭비팀의 선수 롭 키어니(Rob Kearney)도 이 때 볼거리에 걸렸다.
2019년 후반에서 2020년 초반까지 일부 지역에서는 발병률이 거의 600%가량 상승했다. 이 역시 MMR 접종률이 낮은 90년대 후반에 태어난 청년들을 중심으로 발병했다.